# Dinodon meridionale
Dinodon meridionale là một loài rắn trong họ Rắn nước. Loài này được Bourret mô tả khoa học đầu tiên năm 1935.